# Stop Lichtenberga
Stop Lichtenberga – niskotopliwy stop metali o składzie wagowym:
- bizmut 50%
- ołów 30%
- cyna 20%

Jego temperatura topnienia określana jest jako 91,6 °C lub 100 °C. Został otrzymany przez niemieckiego naukowca Georga Christopha Lichtenberga.